# Albert Seelmann
Albert Seelmann (* 30. Mai 1852 in Wittenberg; † 4. August 1919 in Magdeburg) war ein deutscher Jurist in der Finanzverwaltung, zuletzt Präsident der Königlichen Oberzolldirektion für die Provinz Sachsen.

## Leben
Seelmann wuchs in Stettin auf. Er studierte Rechtswissenschaften in Heidelberg, wo er Mitglied des Corps Rhenania war. 1875 trat er in die preußische Justizverwaltung ein und wurde Referendar des Oberlandesgerichtsbezirks Stettin, 1882 Gerichtsassessor. 1883 trat er als Regierungsassessor zur Verwaltung der indirekten Steuern über und wurde Hilfsarbeiter bei der Provinzialsteuerdirektion in Danzig und Münster, 1888 Regierungsrat bei der Direktion in Berlin. Am 1. August 1899 wurde er Oberregierungsrat bei der Provinzialsteuerdirektion in Münster, 1901 in Hannover, 1905 vortragender Rat in preußischen Finanzministerium, 1908 Geheimer Oberfinanzrat, 1909 Präsident der Königlichen Oberzolldirektion für die Provinz Sachsen in Magdeburg. Seelmann war Mitglied des Disziplinarhofs für nichtrichterliche Beamte.

## Auszeichnungen
- Roter Adlerorden 4. Klasse
- Preußische Landwehr-Dienstauszeichnung 1. Klasse